# 安德烈·吉里亚
安德烈·吉里亚（法語：André Giriat，1905年8月20日—1967年7月11日），法国男子赛艇运动员。他曾代表法国参加1932年和1936年夏季奥林匹克运动会赛艇比赛，其中1932年奥运会获得一枚铜牌。